# Pavement Cracks
Pavement Cracks è un singolo promozionale estratto da Bare, terzo album da solista di Annie Lennox.
La traccia è stata pubblicata unicamente sul CD Promo inviato alle radio e non è stata accompagnata da alcun video. Il singolo fa parte del primo greatest hits di Annie Lennox, The Annie Lennox Collection, pubblicato nel 2009.

## Tracce

### CD Promo
1. Pavement Cracks (Mac Quayle Extended Mix) - 6:30
2. Pavement Cracks (Goldtrix Club Mix) - 6:26
3. Pavement Cracks (The Scumfrog Club Mix) - 8:21
4. Pavement Cracks (Gabriel & Dresden Club Mix) - 9:56
5. Pavement Cracks (The Scumfrog Knob Dub) - 6:45
6. Pavement Cracks (Gabriel & Dresden Mixshow Edit) - 5:49